# Viviane Romance
Viviane Romance, nome d'arte di Pauline Arlette Ortmans (Roubaix, 4 luglio 1912 – Nizza, 25 settembre 1991), è stata un'attrice e danzatrice francese.

## Biografia
Iniziò la sua carriera come ballerina di fila al Moulin Rouge di Parigi, e nel 1930 venne eletta Miss Parigi, ma perse il titolo quando si scoprì che era già madre di un bambino.
Intraprese la carriera cinematografica all'inizio degli anni trenta, comparendo in ruoli di sfondo in film quali La cagna (1931) di Jean Renoir e Santarellina (1931) di Marc Allégret. La definitiva affermazione giunse con il ruolo della donna affascinante ma infedele nel drammatico La bella brigata (1936) di Julien Duvivier.
Attrice impetuosa e sensuale, portò sullo schermo personaggi di donne dai facili amori e dalle passioni tumultuose. Tra gli altri suoi ruoli di rilievo, quello dell'affascinante cantante di nightclub in Mademoiselle Docteur (1936), dell'amante romantica in Allarme a Gibilterra (1938), della passionale eroina in Carmen (1942) di Christian-Jaque, della complice di un omicidio in Panico (1946).
Dopo la seconda guerra mondiale diradò progressivamente le sue apparizioni cinematografiche per dedicarsi alla produzione, insieme con il secondo marito, il produttore Clément Duhour (1912-1983), ma senza molto successo.
Dopo una lunga assenza dagli schermi, tornò a recitare nel film Sterminate "Gruppo Zero" (1973) di Claude Chabrol.

## Filmografia parziale
- La cagna (La Chienne), regia di Jean Renoir (1931)
- Santarellina (Mam'zelle Nitouche), regia di Marc Allégret (1931)
- Allegro notaio (Il est charmant), regia di Louis Mercanton (1932)
- La Dame de chez Maxim's, regia di Alexander Korda (1933)
- L'Épervier, regia di Marcel L'Herbier (1933)
- Ciboulette, regia di Claude Autant-Lara (1933)
- Dédé, regia di René Guissard (1934)
- Mam'zelle Spahi, regia di Max de Vaucorbeil (1934)
- La leggenda di Liliom (Liliom), regia di Fritz Lang (1934)
- L'Auberge du Petit-Dragon, regia di Jean de Limur (1934)
- Zouzou, regia di Marc Allégret (1934)
- Marchand d'amour, regia di Edmond T. Gréville (1935)
- La bandera, regia di Julien Duvivier (1935)
- La Rosière des Halles, regia di Jean de Limur (1935)
- Occhi neri (Les Yeux noirs), regia di Viktor Tourjansky (1935)
- La principessa Tam Tam (Princesse Tam-Tam), regia di Edmond T. Gréville (1935)
- Retour au paradis, regia di Serge de Poligny (1935)
- La bella brigata (La belle équipe) regia di Julien Duvivier (1936)
- L'angelo del focolare (L'Ange du foyer), regia di Léon Mathot (1937)
- Mademoiselle Docteur, regia di Georg Wilhelm Pabst (1936)
- Gentiluomini di mezzanotte (Le Club des aristocrates), regia di Pierre Colombier (1937)
- Napoli terra d'amore (Naples au baiser de feu), regia di Augusto Genina (1937)
- Il sacrificio del sangue (Le Puritain), regia di Jeff Musso (1938)
- Prigioni di donne (Prisons de femmes), regia di Roger Richebé (1938)
- Allarme a Gibilterra (Gibraltar), regia di Fyodor Otsep (1938)
- Tradizioni di mezzanotte (La Tradition de minuit), regia di Roger Richebé (1939)
- Rosa di sangue (Angélica), regia di Jean Choux (1940)
- La Venere cieca (Venus aveugle), regia di Abel Gance (1941)
- Carmen, regia di Christian-Jaque (1945)
- La collana della regina (L'Affaire du collier de la reine), regia di Marcel L'Herbier (1946)
- Panico  (Panique), regia di Julien Duvivier (1947)
- Tragico incontro  (La Maison sous la mer), regia di Carl Lamac (1947)
- Gli uomini sono nemici, regia di Ettore Giannini (1948)
- La tentatrice della Casbah (Au Coeur de la casbah), regia di Pierre Cardinal (1952)
- I sette peccati capitali (Les sept péchés capitaux), regia di Yves Allégret, Claude Autant-Lara - episodio La lussuria (1952)
- Legione straniera, regia di Basilio Franchina (1952)
- L'uomo, la bestia e la virtù, regia di Steno (1953)
- Il caffè del porto (Le tournant dangereux), regia di Robert Bibal (1954)
- Il fuoco nelle vene (La chair et le diable), regia di Jean Josipovici (1954)
- Il processo dei veleni (L'Affaire des poisons), regia di Henri Decoin (1955)
- Colpo grosso al casinò (Mélodie en sous-sol), regia di Henri Verneuil (1963)
- Sterminate gruppo Zero (Nada), regia di Claude Chabrol (1974)

## Doppiatrici italiane
- Lydia Simoneschi in Carmen, I sette peccati capitali, Colpo grosso al casinò
- Andreina Pagnani in La bella brigata
- Tina Lattanzi in Mademoiselle Docteur
- Rosetta Calavetta in Rosa di sangue